# 精密機器関連の業界団体の一覧
精密機器関連の業界団体の一覧（せいみつききかんれんのぎょうかいだんたいのいちらん）を示す。
精密機器製造業者の親睦などを目的とする団体、技術向上などを行う団体など、多岐にわたる。

## 業界団体一覧
- 日本科学機器団体連合会
- 全日本硝子製温度計工業組合
- 東日本計量器工業協同組合
- 日本精密測定機器工業会
- 日本カメラ財団
- カメラ映像機器工業会
- 日本写真映像用品工業会
- 日本カラーラボ協会
- 日本測量機器工業会
- 日本補聴器工業会
- 日本電気計測器工業会
- 日本計量機器工業連合会
- 日本光学測定機工業会
- 日本はかり工業会
- 日本試験機工業会
- 日本分析機器工業会
- 日本オプトメカトロニクス協会
- 日本電気制御機器工業会
- 日本時計協会
- 印刷機材団体協議会
- 日本印刷産業機械協議会
- 日本ディスプレイ業団体連合会
- ビジネス機械・情報システム産業協会
- 原子衝突研究協会
- 日本望遠鏡工業会